# Майзас (Кемеровская область)
Майзас — посёлок в Междуреченском городском округе Кемеровской области России. Бывший центр Майзасского сельсовета (сейчас — Майзасское территориальное управление). Главой посёлка является Бочковский Николай Петрович. 

## История
Основан в 1947 году. Назван по р. Майзас.

## География
Майзас расположен в юго-восточной части Кемеровской области и находится на берегу реки Томь, на месте впадения р. Майзас.
Уличная сеть
состоит из 13 географических объектов:
- СНТ: Ташелга-2 1-я, СНТ Ташелга-2 2-я, СНТ Ташелга-2 3-я, СНТ Ташелга-2 4-я, СНТ Ташелга-2 5-я, СНТ Ташелга-2 6-я, СНТ Ташелга-2 7-я
- Территории: тер. Колония-поселение N14, Территория СНТ Притомье, Территория ТСН, Ташелга-2
- Улицы: ул. Больничная, ул. Крайняя, ул. Лесная, ул. Лесорубов, ул. Майзасская, ул. Мраморная, ул. Радищева, ул. Речная, ул. Рябиновая, ул. Стандартная.

## Население
| 2010 |
| ---- |
| 623  |

Национальный состав
Согласно результатам переписи 2002 года, в национальной структуре населения русские составляли 85 % от общей численности населения в 816 жителей

## Инфраструктура
Лесная промышленность. Колония-поселение N14.

## Транспорт
Автомобильный и железнодорожный транспорт.
К северу от посёлка имеется остановочные пункты Романтика и 80 километр.